# 小行星163626
小行星163626（163626 Glatfelter）是一颗绕太阳运转的小行星，为主小行星带小行星。该小行星于2002年10月发现。
該小行星以美國加州桌山天文台美國運營站經理帕姆·格拉特菲爾特（Pam Glatfelter）命名。

## 轨道参数
小行星163626的轨道半长轴为478 619 170 km（3.1993260 UA），离心率为0.158。